# Ивица Осим
Иван Ивица Осим (Сарајево, 6. мај 1941 — Грац, 1. мај 2022) био је југословенски и босанскохерцеговачки фудбалер, а касније и фудбалски тренер.
Године 1994. године постао је тренер Штурма у којем је провео осам година. За тих осам година постао је легенда и фудбалског клуба и града Граца. Сматрају га „тренером столећа” који је препородио клуб и вратио европски фудбал у град.

## Играчка каријера
Почео је да игра 1954. у пионирском тиму сарајевског Жељезничара, а за прву екипу дебитовао је 1959. и до 1970. одиграо 250 првенствених и куп утакмица и постигао 95 голова. Укупно је одиграо 465 утакмица и постигао 186 голова. Први тренер му је био Спасоје Абрамовић. Играо је заједно у тандему с Драгом „Мишом“ Смајловићем у ФК Жељезничару.
Напустивши Жељезничар, играо је осам година у Француској: четири сезоне за Стразбур, три за Седан и једну сезону за Валансјен. Каријеру је завршио 1977. када почиње да се бави тренерским послом.
Уз три сусрета за младу (1962—1963), одиграо је и 16 утакмица за репрезентацију Југославије и постигао осам голова.
Дебитовао је 13. октобра 1964. против репрезентације Марока (3-1) у Токију, на фудбалском турниру Олимпијских игара у Јапану, на коме је одиграо свих пет утакмица и постигао четири гола. Учествовао је и на финалном турниру Купа европских нација 1968, али је на утакмици против Енглеске (1-0) у Фиренци био повређен и није играо у финалу. Последњу утакмицу за репрезентацију одиграо је 30. априла 1969. против Шпаније (1-2) у Барселони, у квалификацијама за Светско првенство у Мексику.

## Тренерска каријера

### Жељезничар
По завршетку играчке каријере постао је тренер и 1978. године преузима свој матични клуб, Жељезничара. Било је то непосредно по повратку Жељезничара из друголигашког друштва, где је провео једну сезону. Са „Жељом” долази до финала Купа Југославије 1981. године али губи финале од Вележа са 3-2. Иако је Жељезничар био клуб скромних финансијских могућности, Осим успева да их одржи у средини или врху југословенског фудбала.
У сезони 1983/84. Жељезничар је до самог финиша био један од кандидата за титулу, али није издржао па је завршио на трећем месту и изборио наступ у Купу УЕФА. Осим успева да сарајевски клуб одведе до полуфинала овог такмичења где их је чекао мађарски Видеотон. У првој утакмици полуфинала купа УЕФА, Видеотон је на свом терену славио са 3-1, да би на у реваншу на препуној Грбавици 24. априла 1984. године ФК Жељезничар све до самог финиша утакмице водио са 2-0 и једном ногом већ био у финалу Купа УЕФА, где га је чекао славни Реал Мадрид. Међутим, у 87. минуту утакмице Видеотон постиже гол за коначних 2-1 и тако пролази у финале.

### Југославија
На летњим Олимпијским играма 1984. године у Лос Анђелесу, био је асистент Ивану Топлаку, тадашњем селектору олимпијске фудбалске репрезентације Југославије која је освојила бронзану медаљу.
У октобру 1986. године је постао селектор репрезентације Југославије. Није успео са националним тимом да се пласира на Европско првенство 1988. године у Западној Немачкој. Ипак, касније је успео да одведе национални тим на Светско првенство 1990. године у Италији. На првенству у Италији, Југославија пролази групну фазу, избацује Шпанију у осмини финала после продужетака али несрећно испада у четвртфиналу од Аргентине после слабијег извођења пенала. На крају, Југославија је по резултатима освојила незванично пето место. Ово је био највећи успех југословенског националног тима у ери модерног фудбала. Осим напушта репрезентацију са почетком сукоба у Босни и Херцеговини, у пролеће 1992. године, након што је изборио пласман на ЕП у Шведској (на којем Југославија није играла због санкција).

### Партизан
Осим је у лето 1991. године постављен за тренера Партизана. Тада је паралелно био и тренер Партизана и селектор Југославије. Иако је, бар на папиру, Партизан имао за нијансу слабији тим од тадашњег званичног европског првака, Црвене звезде, Осим је у четири директна окршаја са Звездом био непоражен и имао позитиван биланс - једну победу и три ремија. У финалу Купа Југославије, играном 1992. године, Партизан је у две утакмице био бољи од Црвене звезде (1-0 у гостима и 2-2 у Хумској) и освојио трофеј. У првенству су црно-бели завршили на другом месту иза Црвене звезде која је имала четири бода више.

### Каснија каријера
Лета 1992. године преузима грчки Панатинаикос, где остаје до 1994. године. У две сезоне, колико је био тренер Панатинаикоса, осваја Куп Грчке 1993. године, а у сезони 1992/93. је завршио на другом месту Првенства Грчке са једним бодом мање од првопласираног АЕК-а.
У јулу 1994. године преузима аустријски Штурм из Граца. У периоду од 1994. до 2002. године са Штурмом два пута осваја Бундеслигу Аустрије, једном Куп и два пута Суперкуп Аустрије, те игра Лигу шампиона од 1998. до 2000. године. Оставку на клупи Штурма даје у септембру 2002. године.
У периоду од 2003. до 2006. године био је тренер јапанског Џеф јунајтед Чибе, са којим 2005. године осваја Куп Џеј лиге. Био је то први пехар у историји клуба. На место свог помоћника доводи сина Амара Осима, који касније преузима клуб, након што је Ивица Осим промовисан као селектор репрезентације Јапана 21. јула 2006. године.
Водио је репрезентацију Јапана на АФК азијски куп 2007. године. У четвртфиналу су на пенале избацили Аустралије. У полуфиналу су поражени од Саудијске Арабије, те су изгубили и утакмицу за треће место од Јужне Кореје. Четири месеца након Азијског купа, Осим је током новембра 2007. доживео мождани удар, те је 7. децембра исте године за новог селектора Јапана изабран Такеши Окада.

## Живот после фудбала
После одласка у пензију, наставио је да живи у Грацу у ком је и преминуо 1. маја 2022. године. Његови посмртни остаци су били изложени на средишту терена Штурма пре него што су пред приближно пет хиљада навијача испраћени у родно Сарајево.

## Тренерски успеси

### Партизан
- Куп СР Југославије (1) : 1991/92.

### Панатинаикос
- Куп Грчке (1): 1992/93.
- Суперкуп Грчке (1): 1993.

### Штурм Грац
- Првенство Аустрије (2): 1997/98, 1998/99.
- Куп Аустрије (1): 1998/99.
- Суперкуп Аустрије (2): 1998, 1999.

### Џеф јунајтед Чиба
- Куп Џеј лиге (1): 2005.